# William Levy
William Levy (L'Havana, Cuba, 29 d'agost de 1980) és un actor i model cubà i nacionalitzat estatunidenc.

## Inicis i vida personal
William Gutiérrez Levy va créixer a Cuba, poc abans de fer els quinze anys va emigrar legalment als Estats Units d'Amèrica perquè el seu padrastre va obtenir asil polític i va poder treure la seva família de Cuba.
Mentre estudiava a l'escola secundària va destacar a la pràctica del beisbol, esport que li va permetre aconseguir una beca per assistir a la universitat. Va començar els seus estudis en administració d'empreses després de dos anys els va interrompre per incursionar a la indústria de l'entreteniment; va ser contractat com a model per l'agència Next Model, posteriorment va participar a dos realities de televisió transmesos per Telemundo: Isla de la Tentación i Protagonistas de novela 2. En aquest darrer paper va conèixer l'actriu mexicana - nord-americana Elizabeth Gutiérrez, ambdós tenen un fill anomenat Cristopher Alexander, que va néixer el març de 2006 i una filla nascuda el març de 2010.
Decidit a continuar al medi artístic, va estudiar actuació a Miami, Los Angeles i Mèxic.
El juliol de 2009 va professar a la religió catòlica.
Ha apadrinat a 36 nens a través de la fundació mexicana Un kilo de ayuda.

## Carrera
Va iniciar la seva carrera com a actor de telenovel·les a Miami, treballant a produccions de Venevisió Internacional que es van transmetre originalment als Estats Units per la cadena hispana Univisión.
Va debutar a Acorralada protagonitzada per Sonya Smith;"Larry Irazabal" encarnat per David Zepeda.
Va fer teatre al centre de Bellas Artes de San Juan, Puerto Rico el 2005 amb l'obra La nena tiene tumbao
- El 2008 va debutar al cinema amb la pel·lícula Retazos de vida. La pel·lícula va ser filmada a Guayaquil, Equador.[8]
- El 2009 va protagonitzar la telenovel·la Sortilegio.
- El 2009 va fer un doblatge de diverses pel·lícules.
- El 2010 és la imatge per una marca de roba D&G.[9]

El desembre del 2010 es posà a la venda un calendari per 2011 amb fotografies de l'actor.

## Trajectòria

### Televisió
- Café con aroma de mujer (2021) - Sebastián Vallejo
- La Tempestad (2013) - Capitán Damián Fabré
- Dancing with the stars (2012)
- Tiunfo del amor (2010/2011) - Maximiliano Sandoval Montenegro
- Sortilegio (2009) - Alejandro Lombardo Villavicencio
- Cuidado con el ángel (2008/2009) - Juan Miguel San Román Bustos
- Pasión (2001/2008) - Vasco Darién
- Acorralada (2007) - Larry Irazábal Alarcón
- Mi vida eres tú (2006) - Federico Amaya
- Olvidarte jamás (2005) - Germán Torres

### Cinema
- Resident Evil: The Final Chapter (2017) - Christian
- Addicted (2014) - Quentin Matthews
- The Single Moms Club (2014) - Manny
- Retazos de vida (2008) - Thiago

### Videoclips
- I'm Into You de Jennifer López

### Comercials/Anuncis
- Magnat de Ésika (2015)
- Crest con Oral B (2013)
- Pepsi Next (2013)
- M&M's (2012)
- AT&T (2012)
- Sabritas (2011)
- Lays (2012)